# Barra de navegación

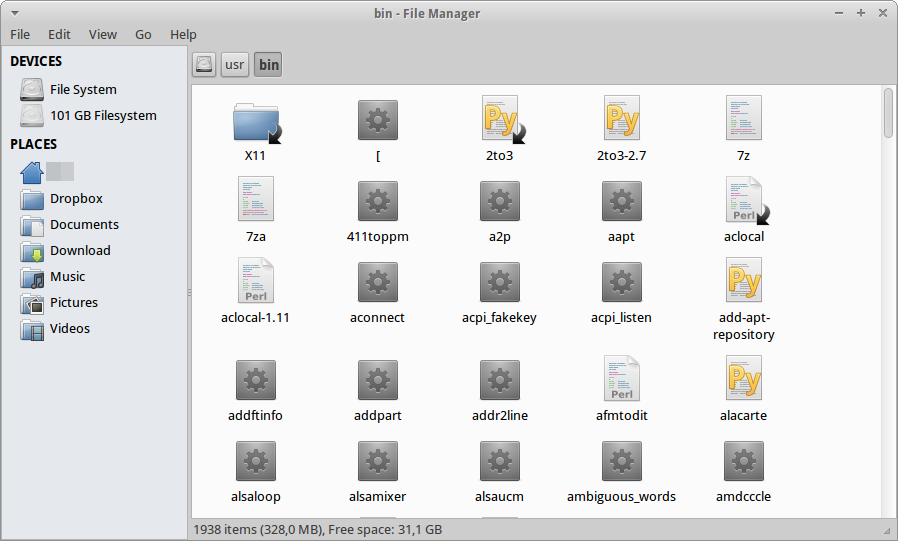
Barra de navegación de Thunar

Una barra de navegación (o sistema de navegación ) es una sección de una interfaz gráfica de usuario destinada a ayudar a los visitantes a acceder a la información. Las barras de navegación se implementan en exploradores o gestores de ficheros, navegadores web y como elemento de diseño de algunos sitios web.

## Exploradores de ficheros
Los exploradores de ficheros utilizan una barra de navegación para ayudar al usuario a moverse por el sistema de ficheros. Las barras de navegación pueden incluir la ruta actual ( path ), la ruta de navegación (o muelles de pan) o una lista de favoritos.

## Navegadores web
Una barra de navegación de un "web browser" incluye los botones atrás y adelante, así como la ubicación en la que se introducen las URL. Antiguamente la funcionalidad de la barra de navegación se dividía entre la barra de herramientas del navegador y la barra de direcciones favoritas, pero Google Chrome introdujo la práctica de combinar ambas. Algunas primeras versiones de Netscape utilizaban la barra de URL para poder introducir palabras clave para buscar y navegar. Hoy en día se sigue utilizando con el mismo propósito doble.

## Diseño web
Normalmente, los sitios web tienen una barra de navegación principal y una barra de navegación secundaria en todas las páginas. Estas secciones de la página web incluirán enlaces a las secciones más importantes del sitio. La implementación y diseño de barras de navegación son un aspecto crucial del diseño web y de la usabilidad de la web.